# Valentine Mott
Pour les articles homonymes, voir Mott.
 (novembre 2022).
La mise en forme du texte ne suit pas les recommandations de Wikipédia : il faut le « wikifier ».
Les points d'amélioration suivants sont les cas les plus fréquents :
- Les titres sont pré-formatés par le logiciel. Ils ne sont ni en capitales, ni en gras.
- Le texte ne doit pas être écrit en capitales (les noms de famille non plus), ni en gras, ni en italique, ni en « petit »…
- Le gras n'est utilisé que pour surligner le titre de l'article dans l'introduction, une seule fois.
- L'italique est rarement utilisé : mots en langue étrangère, titres d'œuvres, noms de bateaux, etc.
- Les citations ne sont pas en italique mais en corps de texte normal. Elles sont entourées par des guillemets français : « et ».
- Les listes à puces sont à éviter, des paragraphes rédigés étant largement préférés. Les tableaux sont à réserver à la présentation de données structurées (résultats, etc.).
- Les appels de note de bas de page (petits chiffres en exposant, introduits par l'outil «  Source ») sont à placer entre la fin de phrase et le point final[comme ça].
- Les liens internes (vers d'autres articles de Wikipédia) sont à choisir avec parcimonie. Créez des liens vers des articles approfondissant le sujet. Les termes génériques sans rapport avec le sujet sont à éviter, ainsi que les répétitions de liens vers un même terme.
- Les liens externes sont à placer uniquement dans une section « Liens externes », à la fin de l'article. Ces liens sont à choisir avec parcimonie suivant les règles définies. Si un lien sert de source à l'article, son insertion dans le texte est à faire par les notes de bas de page.
- La présentation des références doit suivre les conventions bibliographiques. Il est recommandé d'utiliser les modèles {{Ouvrage}}, {{Chapitre}}, {{Article}}, {{Lien web}} et/ou {{Bibliographie}}. Le mode d'édition visuel peut mettre en forme automatiquement les références.
- Insérer une infobox (cadre d'informations à droite) n'est pas obligatoire pour parachever la mise en page.

Pour une aide détaillée, merci de consulter Aide:Wikification.
Si vous pensez que ces points ont été résolus, vous pouvez retirer ce bandeau et améliorer la mise en forme d'un autre article.
Valentine Mott (1785-1865) est un médecin américain, considéré comme un des pionniers de la chirurgie vasculaire américaine.

## Biographie
Valentine Mott naît le 20 août 1785 à Glen Cove (Long Island, New York) de parents d'origine anglaise qui se sont fixés aux États-Unis dès 1667. En 1806, il est reçu docteur en médecine au collège médical de Columbia et quitte son pays pour l'Angleterre afin de compléter sa formation d'abord à l'hôpital de Guy à Londres dans le service du docteur Astley-Cooper puis dans divers hôpitaux de Londres et d'Edimbourg.
En 1810, il retourne aux États-Unis pour travailler comme prosecteur d'anatomie du professeur Post au collège de Columbia avant de passer professeur de chirurgie l'année suivante dans le même établissement. En 1814, il est nommé chirurgien de l'hôpital de New-York et en 1826, professeur de chirurgie au Ruyter's College.
De 1834 à 1841, son état de santé l'oblige à se faire soigner en Europe où il en profite pour visiter la Grande-Bretagne, la France, l'Europe centrale, la Grèce, l'Égypte et la Turquie. A son retour, il fonde une institution orthopédique dans le collège médical de l'Université de New York dont il assume la présidence.
En 1849, il est nommé président de l'Académie de médecine de New York. Sa réputation et les connaissances qu'il s'est fait pendant son séjour en Europe, lui ouvre les portes des sociétés savantes européennes comme l'Académie de médecine de Paris, la Société de chirurgie de Paris et de Londres, l'Académie Royale de Belgique.
Les seuls écrits qu'il laisse sont une traduction de la Clinique chirurgicale du français Alfred Velpeau enrichie de nombreuses additions New Elements of Operative Surgery en 1847, ses impressions de voyage (Travels in Europe and East) publiées en 1842 et les biographies des docteurs W. Post et John Francis.
Quand la guerre civile éclate, Mott, alors âgé de 75 ans, met ses services à la disposition du président Lincoln. Il est consultant auprès du Département de la guerre, pour la mise en œuvre de l’anesthésie dans les hôpitaux des champs de bataille et s'engage également en assurant la présidence de la Women's Central Association of Relief.
Il décède à New York le 26 avril 1865.

## Spécialité chirurgicale
Sa renommée provient de la ligature des artères vasculaires victimes d'un anévrisme à une époque où il n'y avait ni anesthésie ni antiseptique. Sa première intervention eut lieu en 1818 mais c'est en 1824 que cette opération fut couronnée de plein succès. Il aura réalisé dans sa carrière 57 ligatures de l'artère fémorale, 51 ligatures de la carotide externe, 10 ligatures de la poplité, 8 ligatures de l'artère sous-clavière, 6 ligatures de l'iliaque externe.